# 內華達大學雷諾分校
內華達大學雷諾分校（Reno，簡稱UNR），創立於1874年，是內華達州內最古老的大學，内华达高等教育系统的旗舰大学。該校專長的學術領域包括農業研究、新聞學、生物科技、以及採礦相關之工程及自然科學。UNR的新聞學院與地震學系在美國學術界也享有一定的知名度：前者曾教育出數名普利茲獎得主，後者則是擁有全北美最先進的研究設備的學府之一。此外，成立於1969年的內華達大學藥理學院，其校舍亦設在UNR校區裡。

## 校史
該大學於1874年建立於埃爾科，原名内华达州立大学（State University of Nevada），1881年改名Nevada State University，1885年遷址雷諾。1906年，它改名内华达大学（University of Nevada），1969年隨著内华达大学拉斯维加斯分校的建立改現名。
在經過數十年的努力後，內華達大學方達成為贈地大學所需的條件，並分別於1960與1969年成立沙漠研究中心（Desert Research Institute，簡稱DRI）以及醫學院。內華達大學一直是內華達州內唯一的四年制學院，直到1965年位於拉斯維加斯的分校獲准升格為大學為止。1969年位於雷諾的校區被正式改名為內華達大學雷諾分校。

## 校名
直到現在，UNR的正式名稱仍具有一些爭議。部分人士認為，该校為內華達州的第一所大學，『內華達大學』這個校名具有相當的歷史意義，因此應當被允許繼續使用。至今，該校校內部分學系與學生社團仍繼續使用『內華達大學』的名稱，例如該校的學生自治組織：『內華達大學學生會』(Associated Students of University of Nevada，簡稱ASUN)；該校體育團隊在多數場合亦被稱為內華達隊(Nevada)或內華達狼群隊(Nevada Wolf Pack)。

## 校區

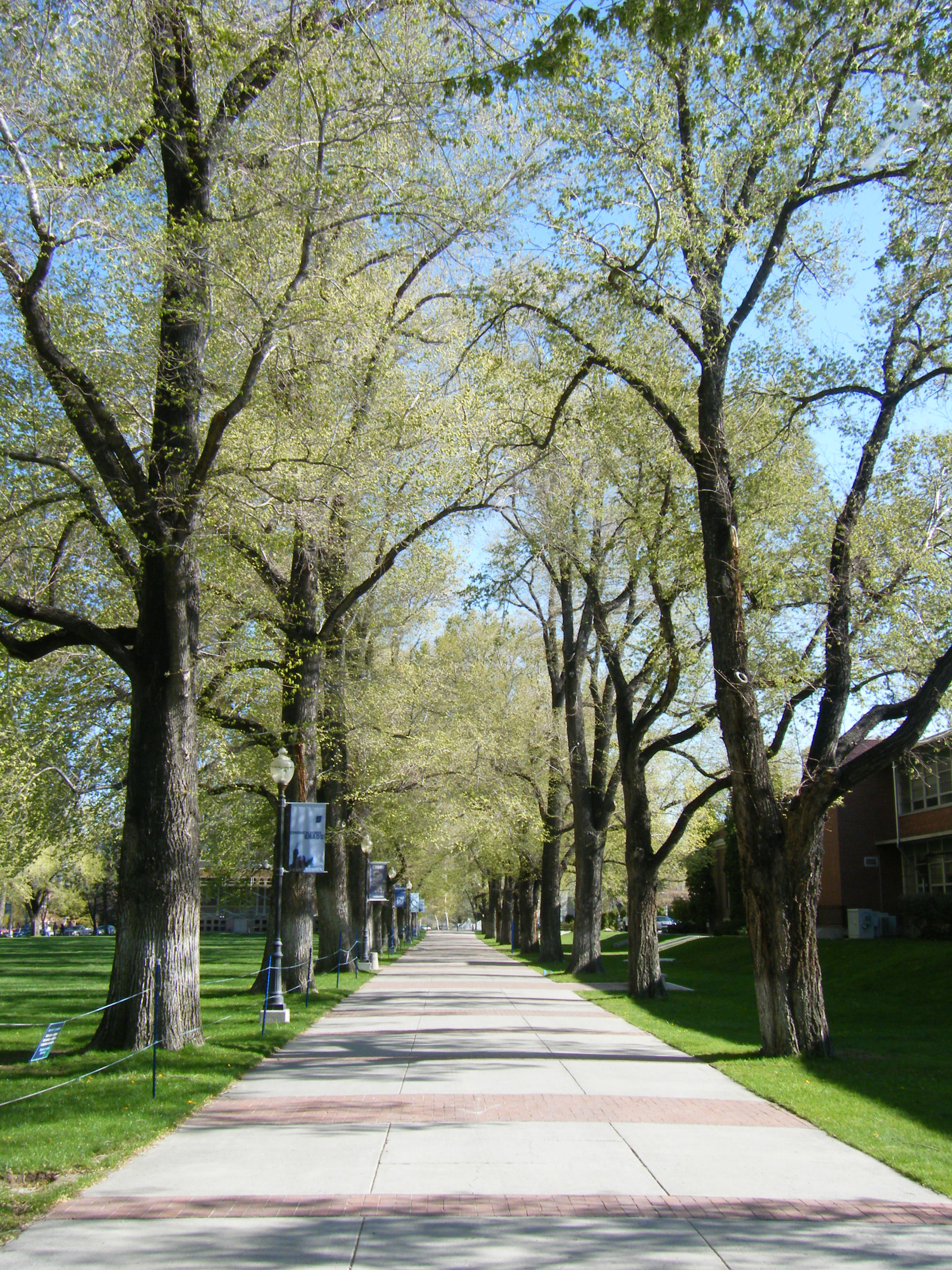
UNR校園內景色。

UNR位於雷諾市中心邊緣，可俯視特拉基草原與市中心內的賭場。位於校區南端的Morrill Hall是建於1887年，而Lincoln Hall與Manzanita Hall則同建於1896年。Lincoln Hall為男生宿舍，而Manzanita Hall則為女生宿舍。這三座建築是該UNR校區裡最古老的建築。另外，美國商人John William Mackay由於對於UNR有相當的貢獻，校區裡亦有一座Mackay的銅像。目前校區佔地約一平方公里，委員會預計在未來數十年內將校區擴建成現有的兩倍左右。

## 学术
内华达大学雷诺分校被美国新闻与世界报道评为一级大学，全美排名第181名。国际上，它是排在世界前500所的大学之一。以下学院提供学士、硕士和博士学位：
- 农业、生物技术和自然资源学院
- 工商管理学院
- 教育学院
- 工程学院
- 人文与社区科学学院
- 文学院
- 理学院
- 国家司法学院
- 公共卫生学院

## 體育
在一般的體育賽事裡，UNR通常都以內華達(Nevada)的名義參賽，而其代表隊則通常被稱呼為內華達狼群隊(Nevada Wolf Pack)。UNR隸屬於Western Athletic Conference(WAC)聯盟，並參與NCAA第一組(Division I，美式足球隊則屬於I-A等級)的賽事。UNR籃球隊曾多次受邀參加NCAA的比賽，在大學籃球界裡也是小有名氣，而美式足球隊與姊妹校UNLV一年一度的對決，更是內華達州體育界的一大賽事，被稱為『內華達之戰』(Battle of Nevada)。

## 外部連結
- 內華達大學雷諾分校（页面存档备份，存于）